# Radomir Konstantinović
Radomir Konstantinović (v srbské cyrilici Радомир Константиновић, 27. března 1928, Subotica – 27. října 2011, Bělehrad) byl srbský spisovatel a filozof.
Patřil ke generaci poválečných jugoslávských spisovatelů. Svoji literární dráhu začal románem o partyzánech s názvem Daj nam danas. Kromě toho je autorem i dalších románů (Čisti i prljavi (1958), Izlazak (1960), Mišolovka (1956), esejů a dalších prací. Za román Izlazak byl v roce 1960 oceněn i literární cenou časopisu NIN. Jeho eseje vysílalo rádio Třetí program rádia Bělehrad a vyšly i knižně (celkem mají přes čtyři tisíce stran).